# آپتیموس
آپتیموس (انگلیسی: Optimus) شرکت مخابرات پرتغالی است، که در سال ۱۹۹۸ تأسیس شد.